# Cryptoscatomaseter durangoi
Cryptoscatomaseter durangoi är en skalbaggsart som beskrevs av Gordon och Henry Fuller Howden 1972. Cryptoscatomaseter durangoi ingår i släktet Cryptoscatomaseter och familjen Aphodiidae. Inga underarter finns listade i Catalogue of Life.